# Epihippus
Epihippus — вимерлий рід ссавців з родини коневих, який жив в еоцені, від 46 до 38 мільйонів років тому.
Вважається, що Epihippus еволюціонував від Orohippus, який продовжив еволюційну тенденцію все більш ефективного сточування зубів. У Epihippus було п'ять гострих щічних зубів із низькими коронками і добре сформованими гребінцями. Пізній вид Epihippus, який іноді називають Duchesnehippus intermedius, мав зуби, подібні до олігоценових коневих, хоча трохи менш розвинені. Чи був Duchesnehippus підродом Epihippus чи окремим родом, спірно.

## Види
Відомо три види:
- Epihippus gracilis
- Epihippus intermedius
- Epihippus uintensis